# Odensvi kyrka, Västmanland
Odensvi kyrka i Köpings kommun tillhör Köpingsbygdens församling, Västerås stift. Kyrkplatsen ligger i Kölstaåns dalgång i södra Västmanland. Nära kyrkan ligger Dybecksgården, en timrad prästgård från 1776 som numera används av ortens hembygdsförening. 

## Kyrkobyggnaden
Odensvi kyrka har ett långhus med kor i ett rundat utsprång i öster, samt västtorn. På norra sidan finns ett sidokapell vidbyggt. Långhusets fasader är slätputsade medan tornets är spritputsade, med hörn och muröppningar markerade av slätputsade band. Fönsteröppningarna som är rundbågiga har fönster av svartmålat gjutjärn och munblåsta rutor. Långhuset har ett säteritak täckt med svartmålad järnplåt. Tornet har en koppartäckt huv och panelklädd lanternin.

## Kort historik
En tidigare kyrka från 1200-talet ödelades i en brand 20 april 1776. Nuvarande kyrka uppfördes åren 1776-1777 då norra muren och sakristian från gamla kyrkan återanvändes. 16 november 1777 ägde invigningen rum. Kyrkan har en stomme av sten och består av ett rektangulärt långhus med smalare halvrunt kor i öster och kyrktorn i väster. Vid långhusets norra sida finns en vidbyggd sakristia. Kyrkorummet täcks av ett trätunnvalv. En ombyggnad genomfördes 1885 efter anvisningar av arkitekt Ferdinand Boberg då cementgolv göts överallt utom i sakristian. En öppen bänkinredning sattes in. Vid en omgestaltning 1949-1950 efter program av arkitekt Bernhard Schill ersattes den öppna bänkinredningen av nuvarande slutna. Elektrisk uppvärmning installerades.

## Inventarier
Predikstolen tillverkades 1638.
Altarprydnadens snidade ramverk tillverkades 1757-58 av bildhuggare Jonas Holmin i Västerås.

### Orgel
- 1636 fanns ett 4 stämmigt positiv i kyrkan. Orgeln förstördes i kyrkans brand 1659.
- 1679 byggdes ett positiv med 7 stämmor. Det reparerades 1740 av Eric Löfberg.[1] Orgeln förstördes i kyrkans brand 1777.
- 1845 byggde Johan Lambert Larsson, Ystad en orgel med 11 stämmor.
- Den nuvarande orgeln byggdes 1927 av E A Setterquist & Son, Örebro. Orgeln är pneumatisk med registersvällare. Fasaden är från 1845 års orgel. 1971 omdisponerades orgeln av Einar Berg, Stockholm. 1983 renoverades orgeln v Gunnar Carlsson, Borlänge.

| Huvudverk I       | Svällverk II      | Pedal         | Koppel    |
| Gedacktpommer 16´ | Rörflöjt 8´       | Subbas 16´    | I/P       |
| Principal 8´      | Salicional 8'     | Oktavbas 8´   | II/P      |
| Gedackt 8´        | Voix celeste 8´   | Gedacktbas 8´ | II/I      |
| Octava 4'         | Principal 4'      | Koralbas 4'   | I 4'/I    |
| Rörflöjt 4'       | Täckflöjt 4'      | Hålflöjt 2'   | II 16'/II |
| Qvinta 2 2⁄3'     | Kvintadena 2'     |               |           |
| Octava 2'         | Cimbel 3 chor     |               |           |
| Mixtur 4 chor     | Crescendosvällare |               |           |
| Trumpet 8'        |                   |               |           |

### Webbkällor
- Kulturhistorisk karakteristik Odensvi kyrka
- http://www.svenskakyrkan.se/vasterasstift/kyrkorivastmanland